# Lorenzo Fioramonti
Lorenzo Fioramonti (Roma, 29 april 1977) is een Italiaanse academicus en politicus. Hij was de Minister van Onderwijs, Universiteiten en Onderzoek in Italië.